# México en la Copa Mundial de Fútbol de 1954
La selección de fútbol de México fue una de las 16 contendientes en la Copa Mundial de Fútbol Suiza 1954.

## Clasificación

### Grupo 12
| Pos. | País           | J         | G         | E         | P         | GF        | GC        | GD        | Pts       |
| ---- | -------------- | --------- | --------- | --------- | --------- | --------- | --------- | --------- | --------- |
| 1    | México         | 4         | 4         | 0         | 0         | 19        | 1         | +18       | 8         |
| 2    | Estados Unidos | 4         | 2         | 0         | 2         | 7         | 9         | −2        | 4         |
| 3    | Haití          | 4         | 0         | 0         | 4         | 2         | 18        | −16       | 0         |
| 4    | Costa Rica     | Expulsado | Expulsado | Expulsado | Expulsado | Expulsado | Expulsado | Expulsado | Expulsado |
| 5    | Cuba           | Expulsado | Expulsado | Expulsado | Expulsado | Expulsado | Expulsado | Expulsado | Expulsado |

| Fecha                   | Lugar            |                |                           | Resultado |                           |                |
| ----------------------- | ---------------- | -------------- | ------------------------- | --------- | ------------------------- | -------------- |
| 19 de julio de 1953     | Ciudad de México | México         | Bandera de México         | 8:0 (5:0) | Bandera de Haití          | Haití          |
| 27 de diciembre de 1953 | Puerto Príncipe  | Haití          | Bandera de Haití          | 0:4 (0:2) | Bandera de México         | México         |
| 10 de enero de 1954     | Ciudad de México | México         | Bandera de México         | 4:0 (2:0) | Bandera de Estados Unidos | Estados Unidos |
| 14 de enero de 1954     | Ciudad de México | Estados Unidos | Bandera de Estados Unidos | 1:3 (1:0) | Bandera de México         | México         |

## Jugadores
- Datos corresponden a la situación previa al inicio del torneo

| #  | Nombre                | Posición      | Edad | Club        |
| -- | --------------------- | ------------- | ---- | ----------- |
| 1  | Antonio Carbajal      | Portero       | 25   | León        |
| 2  | Narciso López         | Defensa       | 25   | Oro         |
| 3  | Jorge Romo            | Defensa       | 31   | Marte       |
| 4  | Saturnino Martínez    | Defensa       | 26   | Necaxa      |
| 5  | Raúl Cárdenas         | Mediocampista | 25   | Puebla      |
| 6  | Rafael Ávalos         | Mediocampista | 28   | Atlante     |
| 7  | Alfredo Torres        | Delantero     | 23   | Atlas       |
| 8  | José Naranjo          | Delantero     | 28   | Oro         |
| 9  | José Lamadrid         | Mediocampista | 23   | Necaxa      |
| 10 | Tomás Balcázar        | Delantero     | 22   | Guadalajara |
| 11 | Raúl Arellano         | Delantero     | 19   | Guadalajara |
| 12 | Salvador Mota         | Portero       | 31   | Atlante     |
| 13 | Sergio Bravo          | Defensa       | 26   | León        |
| 14 | Chapetes Gómez        | Defensa       | 29   | Atlas       |
| 15 | Carlos Blanco         | Mediocampista | 26   | Marte       |
| 16 | Pedro Nájera          | Mediocampista | 25   | América     |
| 17 | Carlos Septién        | Delantero     | 31   | Tampico     |
| 18 | Carlos Carús          | Delantero     | 23   | Toluca      |
| 19 | Moisés Jinich         | Delantero     | 26   | Atlante     |
| 20 | José Antonio Roca     | Mediocampista | 26   | Zacatepec   |
| 21 | Mario Ochoa           | Mediocampista | 26   | Marte       |
| 22 | Ranulfo Cortés        | Mediocampista | 19   | Oro         |
| DT | Antonio López Herranz |               |      |             |

## Participación

### Primera fase

#### Grupo A
| Equipo     | Pts | PJ | PG | PE | PP | GF | GC |
| ---------- | --- | -- | -- | -- | -- | -- | -- |
| Brasil     | 3   | 2  | 1  | 1  | 0  | 6  | 1  |
| Yugoslavia | 3   | 2  | 1  | 1  | 0  | 2  | 1  |
| Francia    | 2   | 2  | 1  | 0  | 1  | 3  | 3  |
| México     | 0   | 2  | 0  | 0  | 2  | 2  | 8  |

| 15 de junio de 1954 | Brasil                                                 | 5:0 (4:0) | México | Stade des Charmilles, Ginebra                                       |                                                                     |
|                     | Baltazar 23' · Didí 30' · Pinga 34', 43' · Julinho 69' | Reporte   |        | Asistencia: 13.000 espectadores Árbitro(s): Raymon Wyssling (Suiza) | Asistencia: 13.000 espectadores Árbitro(s): Raymon Wyssling (Suiza) |

| 19 de junio de 1954 | Francia                                             | 3:2 (1:0) | México                      | Stade des Charmilles, Ginebra                                      |                                                                    |
|                     | Vincent 19' · Cárdenas 46' (a.g.) · Kopa 88' (pen.) | Reporte   | Lamadrid 54' · Balcázar 85' | Asistencia: 19.000 espectadores Árbitro(s): Manuel Asensi (España) | Asistencia: 19.000 espectadores Árbitro(s): Manuel Asensi (España) |

### Goleadores
| Jugador        | Anotado | A. | Min. |
| -------------- | ------- | -- | ---- |
| Tomás Balcázar | 1       | 0  | 180  |
| José Lamadrid  | 1       | 0  | 180  |